# Kureddhoo (Gaafu Alif-atol)
Kureddhoo is een van de onbewoonde eilanden van het Gaafu Alif-atol behorende tot de Maldiven.